# David Moberg Karlsson
David Moberg Karlsson (Mariestad, Suecia, 20 de marzo de 1994) es un futbolista sueco. Juega como centrocampista y su equipo es el IFK Norrköping de la Allsvenskan.

## Trayectoria

### IFK Göteborg
Karlsson se unió al IFK Göteborg en 2011. En sus tres años en el club jugó un total de 47 partidos y ganó la Copa de Suecia.

### Sunderland
El 19 de junio de 2013 se anunció que había firmado contrato por cuatro años con el Sunderland AFC de la Premier League de Inglaterra.

## Palmarés

### Títulos nacionales
| Título                     | Club               | País            | Año  |
| -------------------------- | ------------------ | --------------- | ---- |
| Copa de Suecia             | IFK Göteborg       | Suecia          | 2013 |
| Copa de la República Checa | A. C. Sparta Praga | República Checa | 2020 |
| Supercopa de Japón         | Urawa Red Diamonds | Japón           | 2022 |

### Títulos internacionales
| Título                      | Club               | País  | Año  |
| --------------------------- | ------------------ | ----- | ---- |
| Liga de Campeones de la AFC | Urawa Red Diamonds | Japón | 2022 |